# Concertgebouw De Vereeniging
Concertgebouw De Vereeniging is een concertzaal in Nijmegen, gelegen aan het Keizer Karelplein. Het gebouw uit 1915 heeft de status van rijksmonument.

## Geschiedenis
In 1882 werd de particuliere sociëteit De Vereeniging opgericht. Ook ging de gelijknamige concertzaal aan het Keizer Karelplein open, ontworpen door architect Bert Brouwer. 
Nadat rond 1900 de oude Nijmeegse concertzaal zijn beste tijd bleek te hebben gehad, kwamen er plannen voor een nieuwe. Dat deze plannen geen overbodige luxe waren, bleek uit de houding van dirigent Willem Mengelberg. Hij zou, naar verluidt, na afloop van een orkestoptreden hebben geweigerd Nijmegen nog langer aan te doen zolang de accommodatie niet drastisch op de schop ging.
In 1914 werd met de bouw van een nieuwe concertzaal begonnen. In februari 1915 vond de officiële opening plaats. In 1917 werd ook de kleine zaal geopend. Architect van het geheel was de uit Roermond afkomstige Oscar Leeuw. Hij baseerde zich bij zijn ontwerpen gedeeltelijk op zalen zoals die van de Wiener Musikverein en het Amsterdamse Concertgebouw, die gebouwd waren volgens het zogenaamde 'schoenendoos-model'. De Vereeniging, opgetrokken in de strenge, klassiek georiënteerde vorm van de Um 1800-Bewegung, vertoont kenmerken van art nouveau en art deco. Het gebouw wordt beschouwd als magnum opus uit het oeuvre van Oscar Leeuw. Ook zijn broer, de kunstschilder en beeldhouwer Henri Leeuw jr., had een bijdrage geleverd. Het figuratieve werk werd in Nijmegen uitgewerkt door  de schilder Huib Luns en de Antwerpse beeldhouwer Egidius Everaerts. Het non-figuratieve werk werd vervaardigd door Jacques Oor uit Roermond.
Oorspronkelijk diende het gebouw als concertzaal annex opera- of toneelzaal en als bal- of tentoonstellingszaal. De Grote Zaal van Vereeniging staat bekend om zijn goede akoestiek. Daarmee is deze geschikt voor met name klassieke muziek. Mengelberg vond het "het mooiste concertgebouw van Nederland". Naast de grote zaal of concertzaal en de kleine zaal zijn er de Entree, Zuilenhal, Keizer Karelfoyer, Annazaal, Sociëteitskamer, Leeuwzaal en het Grand Café Restaurant.
Vanaf de jaren 1930 werd De Vereeniging door het intensief gebruik vaak verbouwd. In 1961 nam bierbrouwer Heineken de concertzaal over en bracht nog meer aanpassingen aan. Pas in 1984-1985 stopte men met verdere aanpassingen en werd de belangenbehartigingsvereniging 'Vrienden van het Concertgebouw De Vereeniging te Nijmegen' opgericht.
Tussen 2014 en 2020 vond een grondige renovatie plaats waarbij de oude foyer in de oorspronkelijke vorm is teruggebracht en ook de grote en de kleine zaal een grote renovatie hebben ondergaan. Om De Vereeniging haar oude glorie terug te geven werden er veel herstelwerkzaamheden uitgevoerd. Daarbij werden zoveel mogelijk de kleuren gebruikt zoals die waren bij de opening in 1915. Sinds de afronding van deze werkzaamheden beschikt De Vereeniging over een nieuwe artiestenfoyer die kan worden opgedeeld in drie compartimenten.

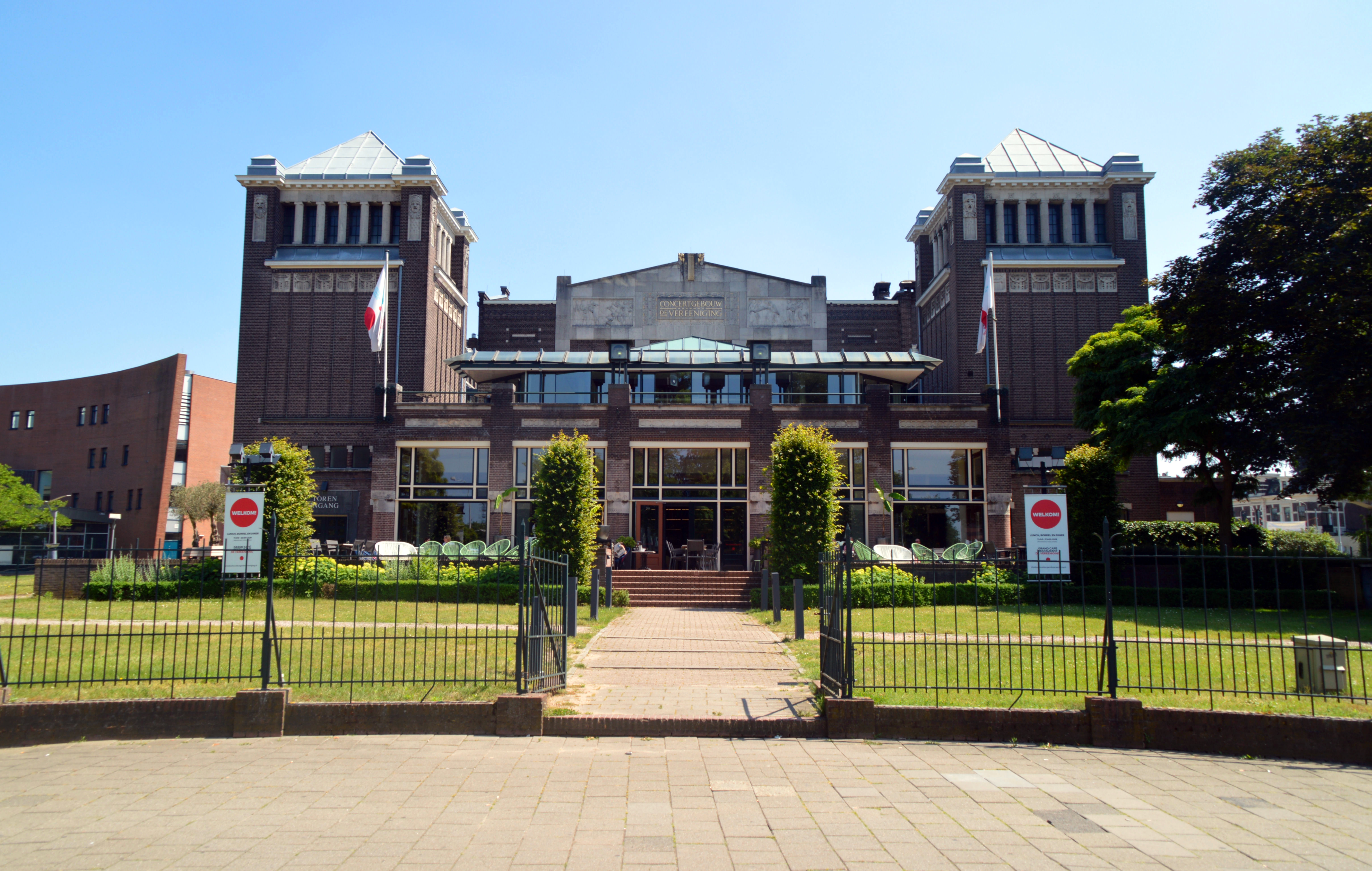
Vooraanzicht
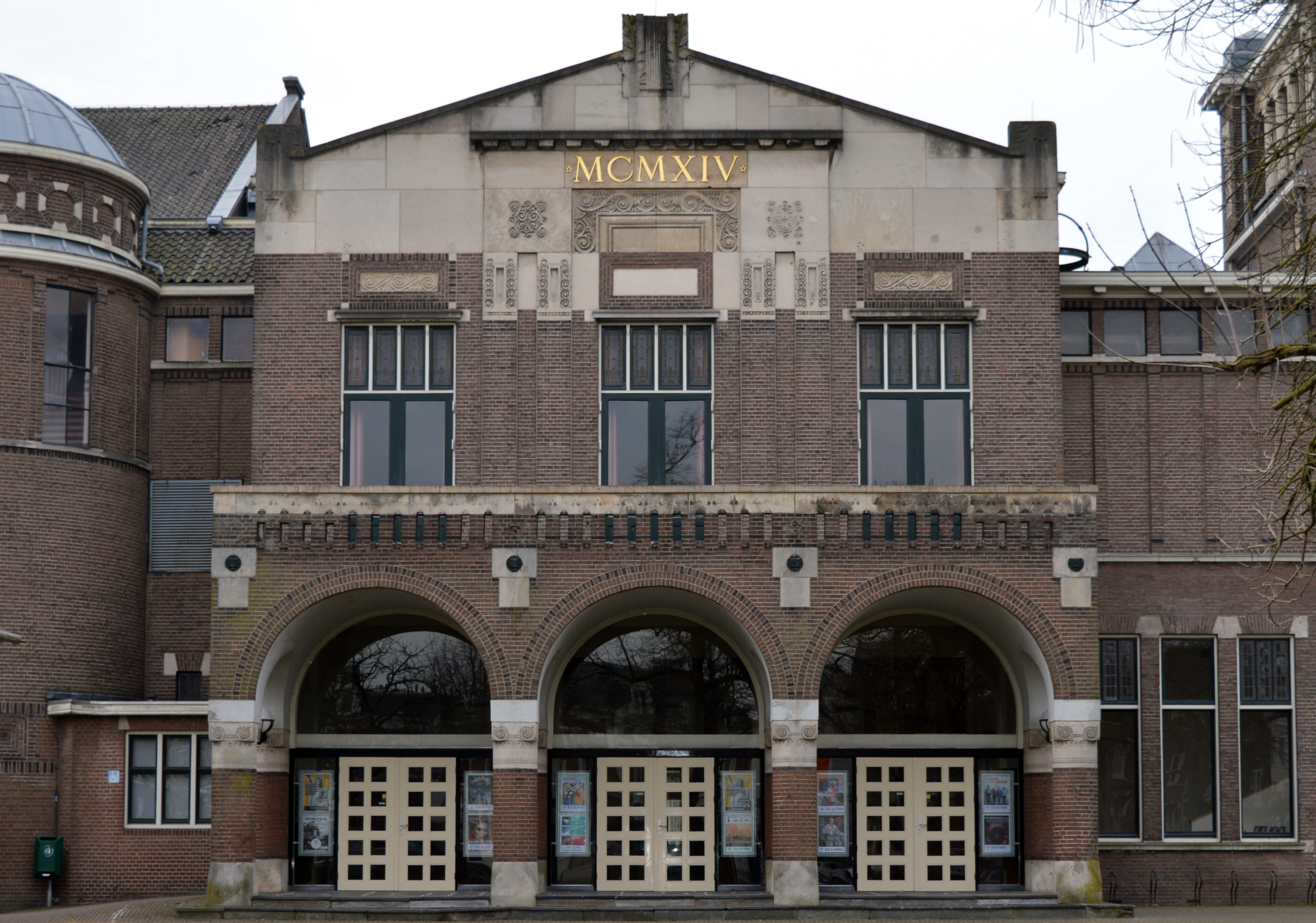
Ingang
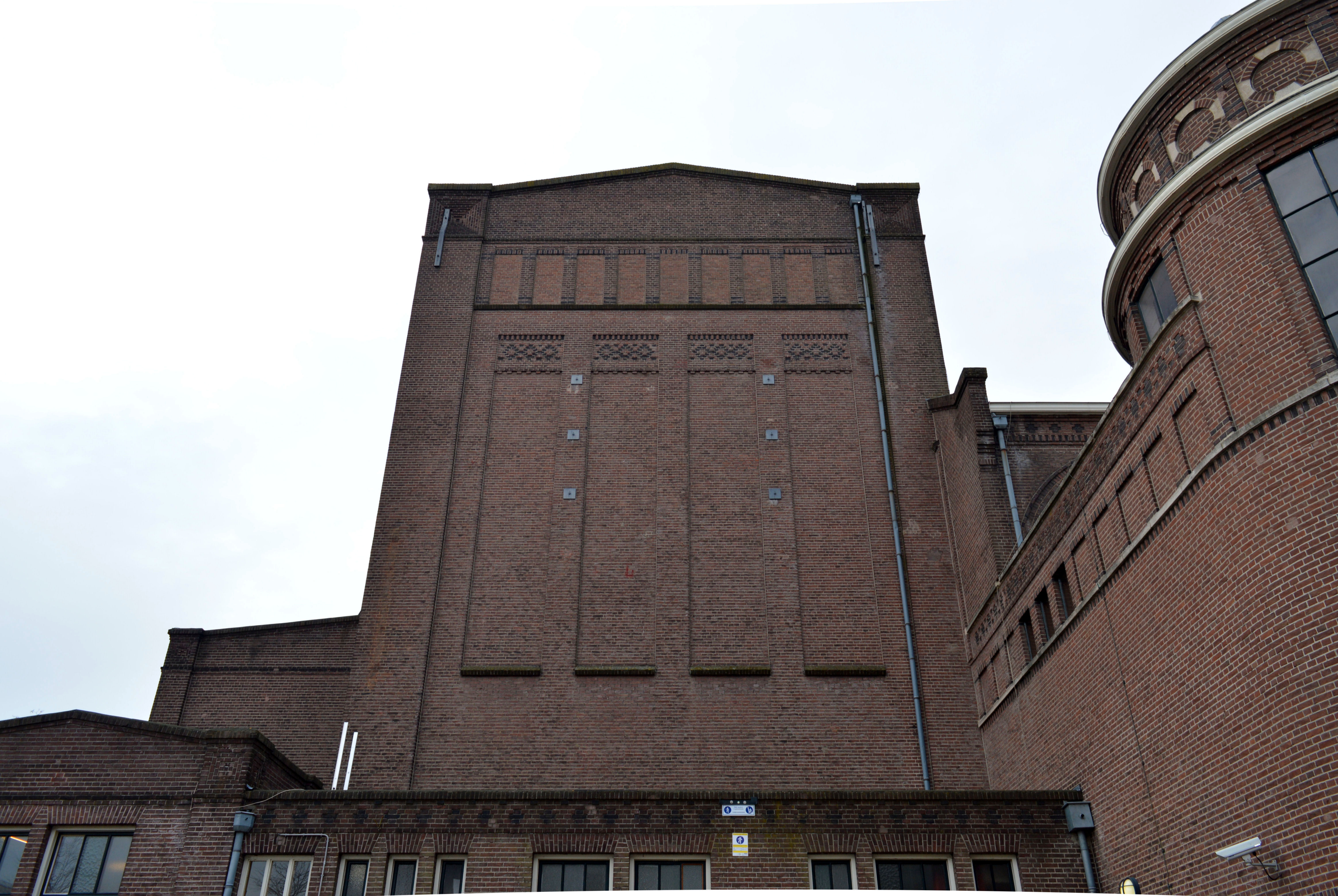
Toneeltoren
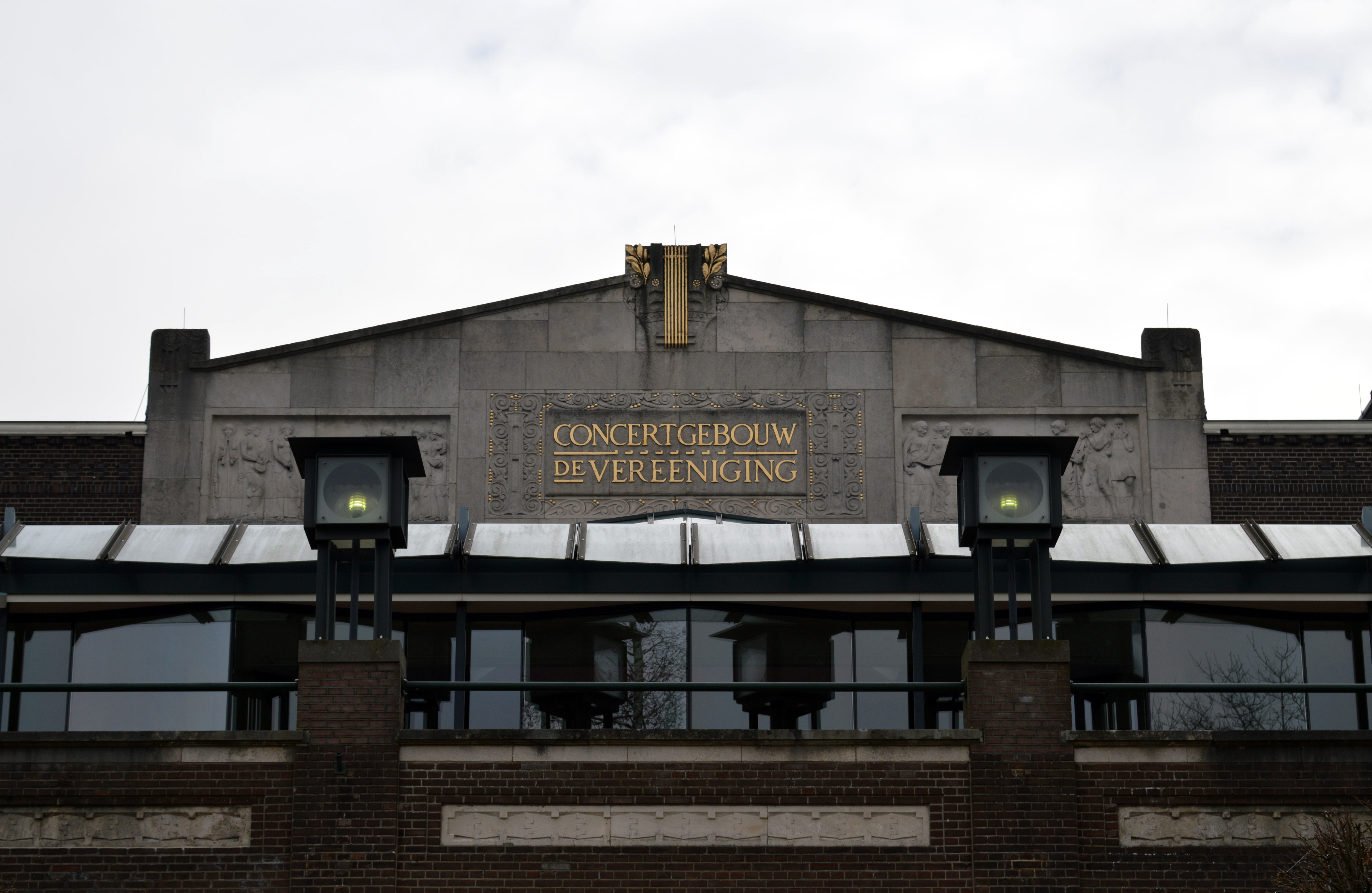
Façade
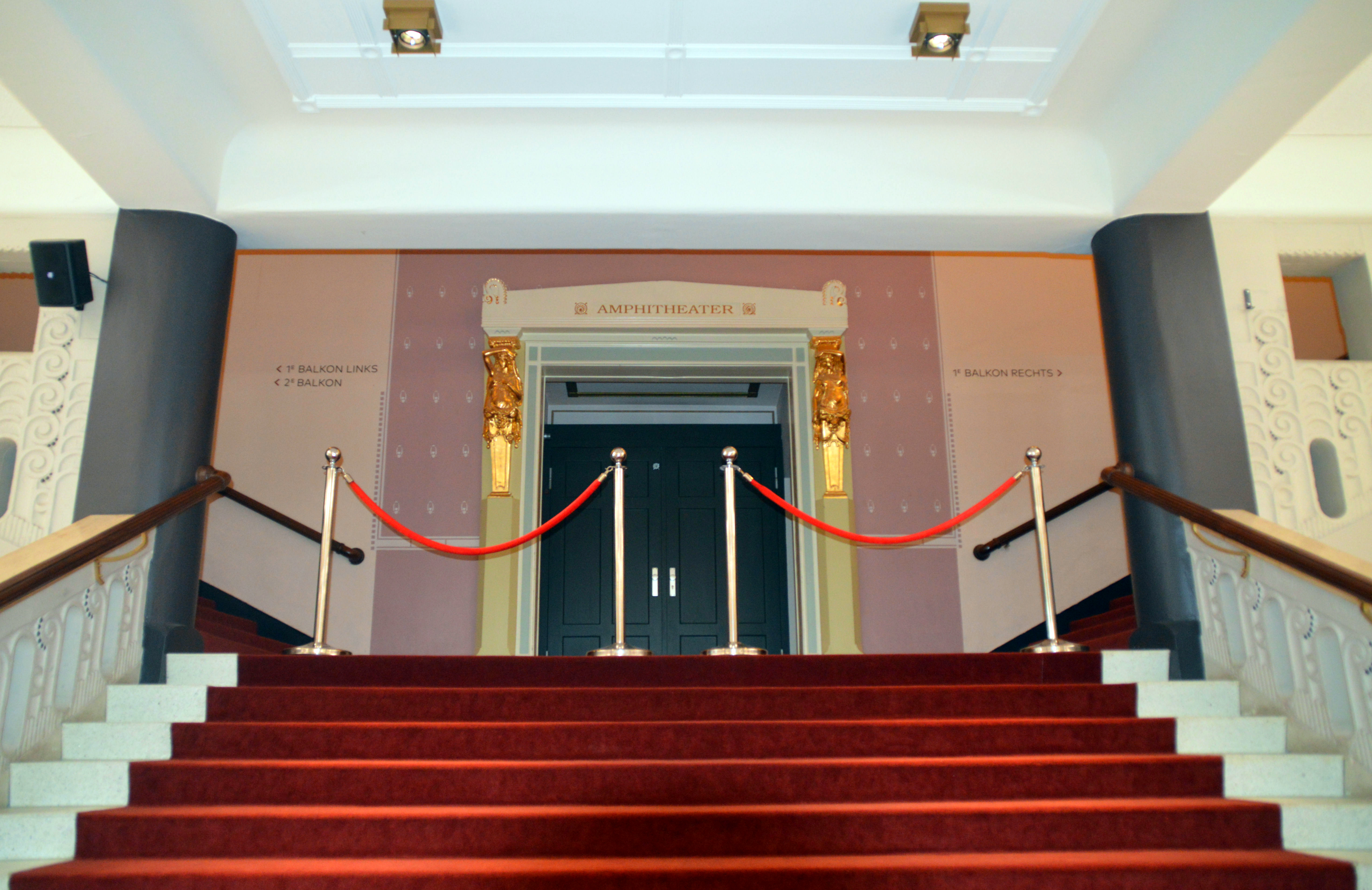
Koningstrap
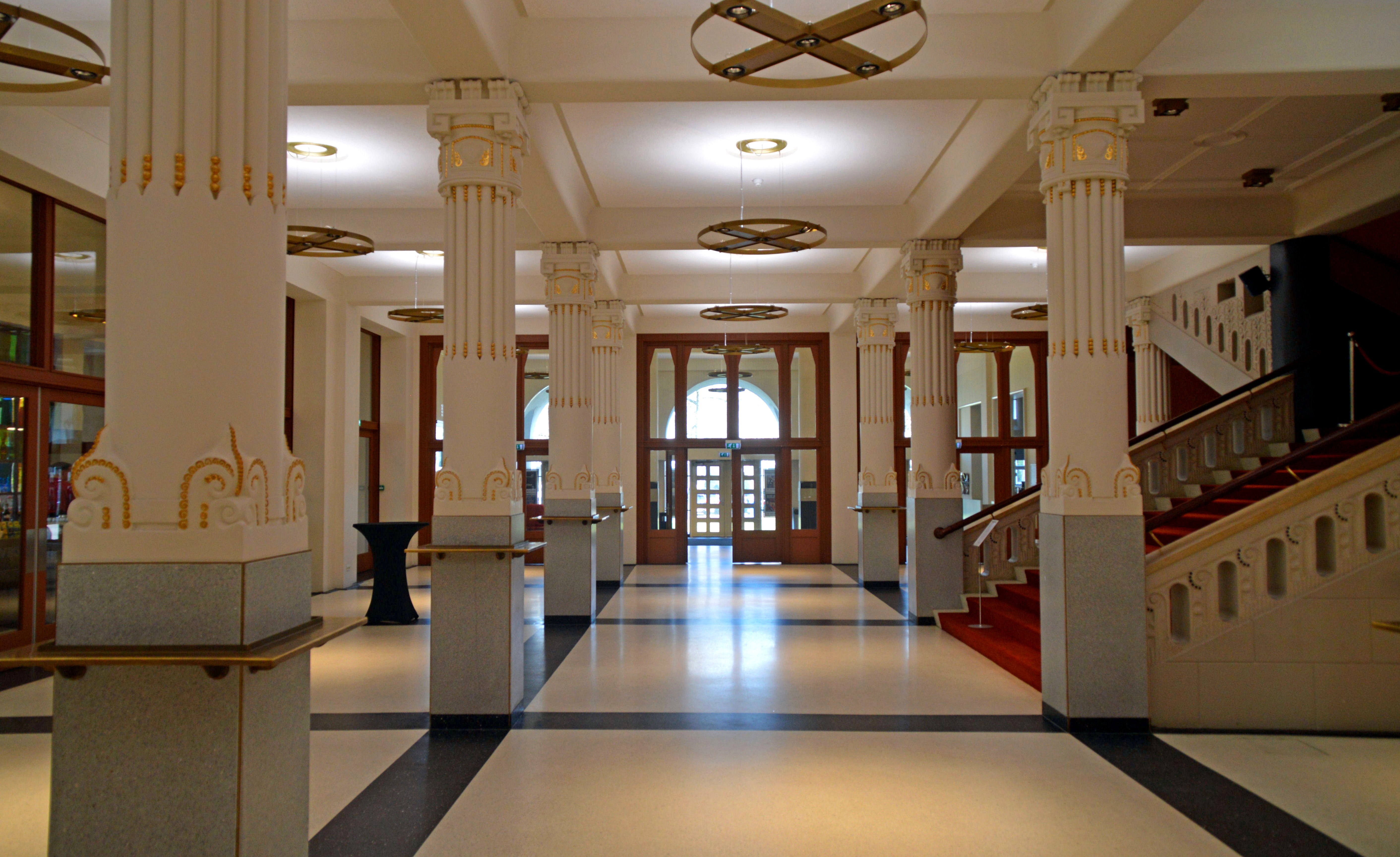
Zuilenhal Entree
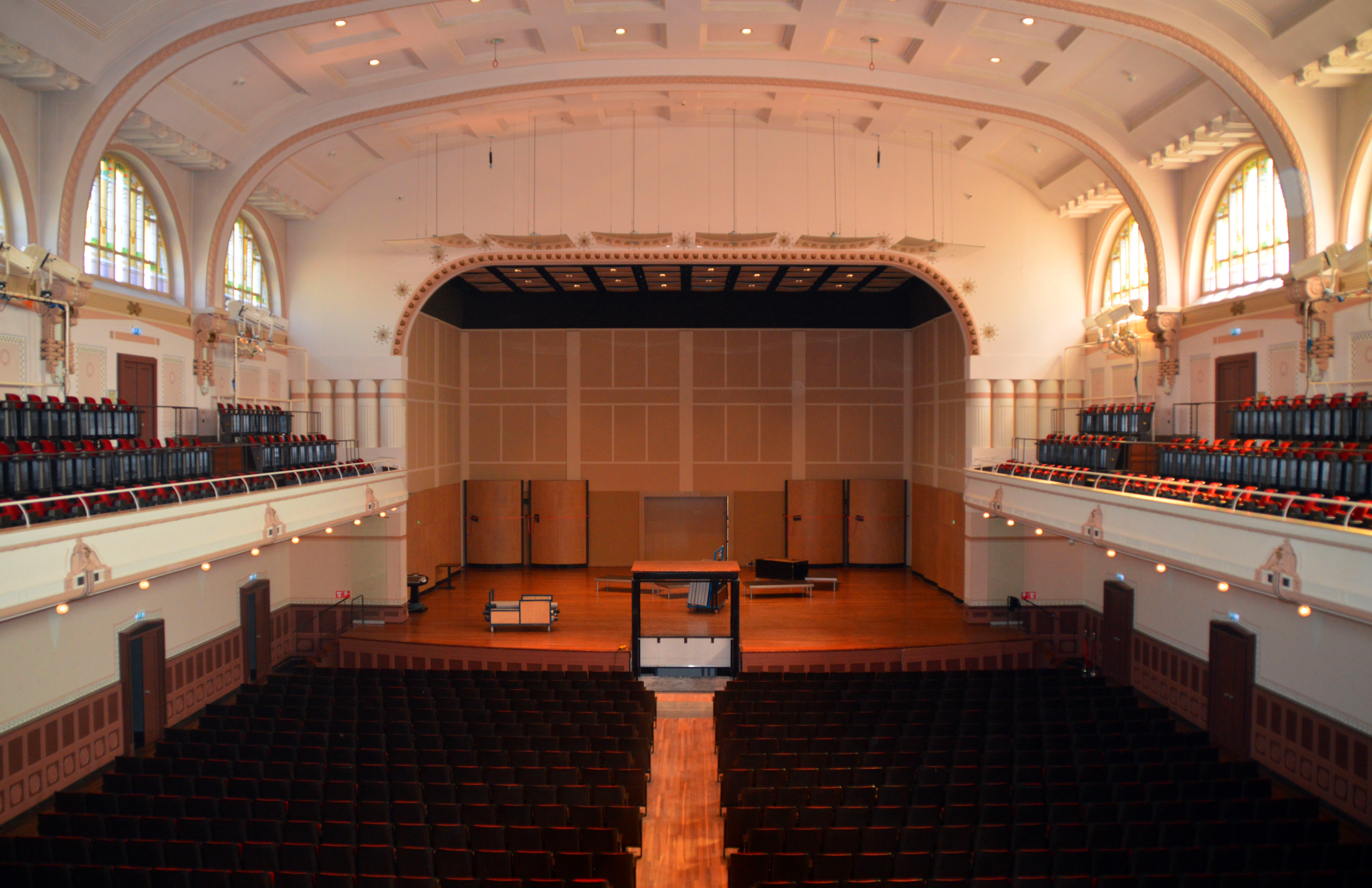
Grote Zaal en podium
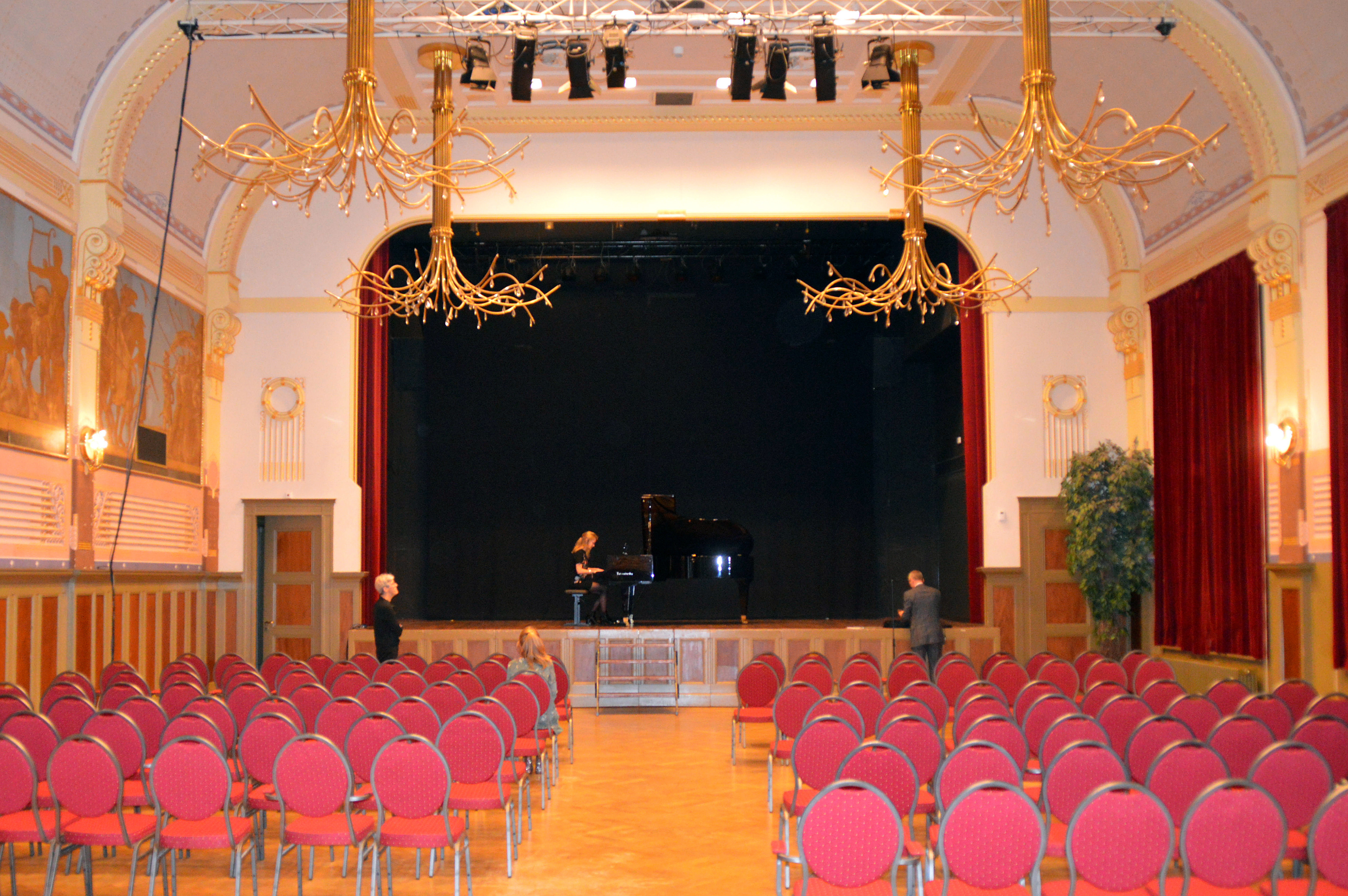
Kleine zaal
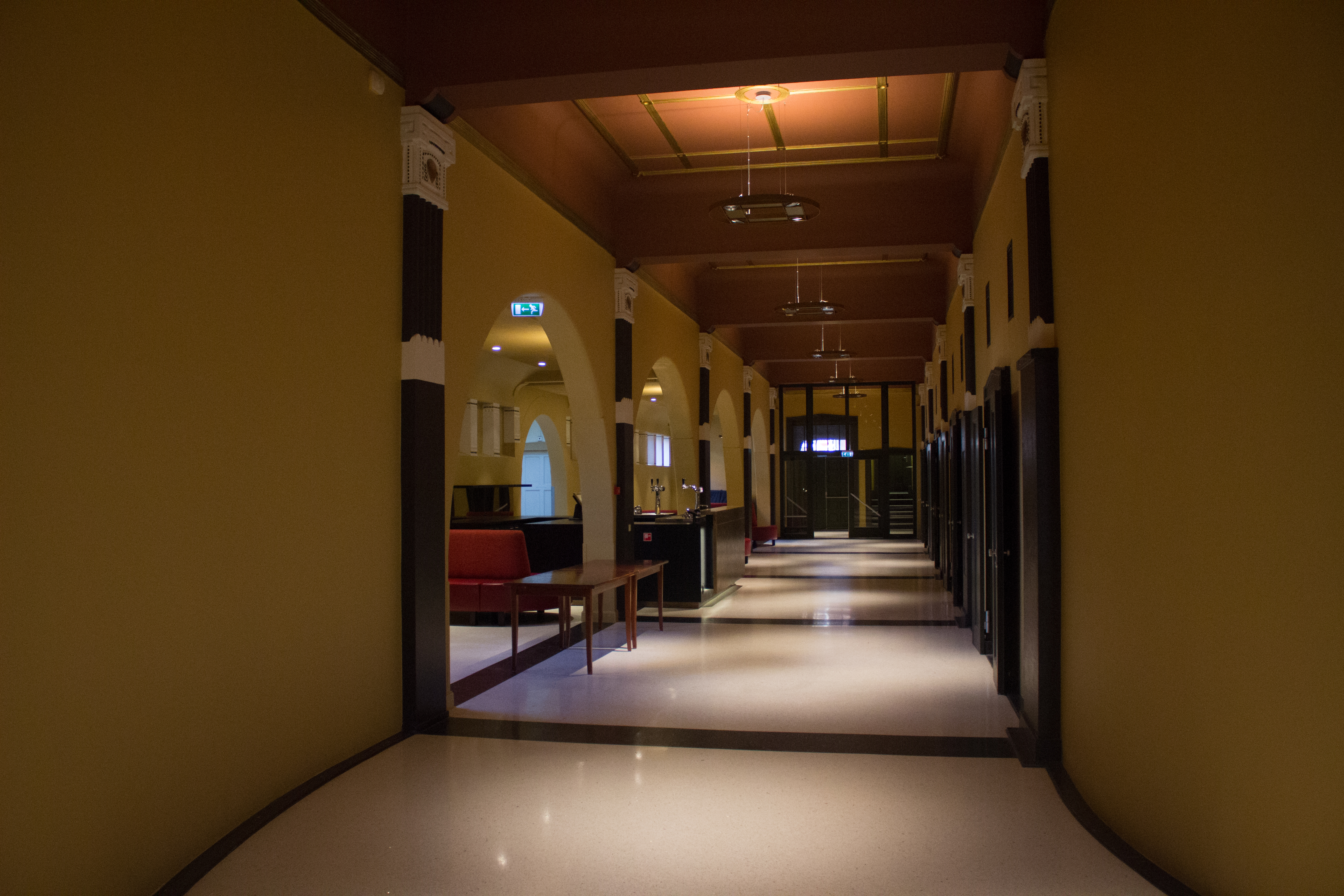
Foyer

## Zalen en ruimtes

### Zuilenhal
De Zuilenhal werd in 1915 beschreven als "De hal heeft gecanneleerde zuilen voorzien van bladgoud. De hal wordt gedomineerd door een grote koningstrap met natuurstenen balustrade". De hal kreeg in de jaren 1970 een nieuwe (zwarte) vloer. Tijdens de laatste renovatie is deze vervangen door een nieuwe lichte vloer. Daarbij werd ook het "goedkope" marmer aan de zuilen vervangen. De Zuilenhal is te bereiken via de entree, maar ook via het Grand Café aan de voorkant. Via de Zuilenhal zijn de foyer, het amfitheater, en het eerste en tweede balkon bereikbaar.

### Grote Zaal
De grote zaal heeft 1.450 zitplaatsen. Voor popconcerten kunnen de stoelen verwijderd worden, voor maximaal 1.800 personen. De grote concertzaal van de Vereeniging geldt akoestisch als een van de beste ter wereld. Het Gelders-Overijsselse symfonieorkest Phion heeft de Grote Zaal als een van zijn vaste zalen.

### Kleine Zaal
De Kleine Zaal, qua interieur het pronkstuk van De Vereeniging, heeft een maximale capaciteit van 230 stoelen voor kleinschalige optredens. De wandschilderingen van de hand van Huib Luns en Egidius Everaerts, voorstellende de cyclus van allegorieën op de muziek, zijn beschadigd geraakt tijdens verbouwingen in 1972. Eind jaren 90 werden ze deels gerestaureerd.

### Ander gebruik
Naast de functies als muziekgebouw zijn de zalen ook in gebruik als congrescentrum, academische zittingen van de Radboud Universiteit, presentaties, televisie- en radio-uitzendingen en sport- en dansactiviteiten. Ook worden rondleidingen door het gebouw gegeven. Gebouw en terreinen van De Vereeniging zijn langjarig start- en finishplaats van de Nijmeegse Vierdaagse en onderkomen van de organisatie.